# Valinor
Valinor – polski zespół muzyczny założony w 1993 roku w Dębicy, wykonujący muzykę z gatunku melodic black metal. Muzycy mają na swoim koncie dwa albumy studyjne, demo i split z deathmetalowym zespołem Dira Mortis.
Valinor powstał w styczniu 1993 roku z inicjatywy Sławomira Ciszka (wokal), Ernesta Garstki (gitara) i Andrzeja Trzaskusia (perkusja). Jeszcze w tym samym roku, z powodu rozbieżności poglądów muzycznych Sławomir Ciszek opuścił zespół, a jego miejsce zajął Sławomir Żabicki. Do zespołu dołączył również drugi gitarzysta Piotr Rucki, a następnie basista Rafał Rucki. 
W lipcu 1997 roku zespół zarejestrował swój pierwszy materiał w sanockim studio Manek, który ukazał się tego samego roku w postaci płyty demo. Album zatytułowany Remembrance zawiera sześć autorskich utworów grupy.
W 1998 roku zespół rozpoczął nagrywanie kolejnej płyty z nowym wokalistą – Jakubem Głąbem. Debiutancki album It Is Night ukazał się w 2001 roku nakładem Apocalypse Productions i zawierał dziewięć utworów. Wkrótce po jego wydaniu z zespłu odeszli Andrzej Trzaskuś, Piotr Rucki oraz wokalista Jakub Głąb. Ich miejsce zajęli perkusista Jarosław Gurga, basista Robert Lipa i wokalista Dariusz Urban.
Na przełomie 2002 i 2003 roku muzycy podpisali kontrakt z warszawską wytwórnią Apocalypse Production, która w ramach współpracy wydała "Remembrance" w formie splitu z Dira Mortis oraz "It is night" w 2003 roku.
W pierwszej połowie 2006 roku zespół nagrywał materiał na drugi album w dębickim studio Chinook. W trakcie sesji nagraniowej muzycy zarejestrowali dziewięć utworów, które w tym samym roku ukazały się w postaci albumu Hidden Beauty.

## Muzycy
| Obecny skład zespołu - Tomasz Domka – śpiew - Ernest Garstka – gitara - Jarosław Gurga – perkusja - Robert Lipa – gitara basowa | Byli członkowie zespołu - Sławomir Ciszek – śpiew, gitara basowa (1993 -1994) - Sławomir Żabicki – śpiew (1993-2001) - Jakub Głąb – śpiew (2001-2004) - Dariusz Urban – śpiew - Piotr Rucki – gitara - Andrzej Trzaskuś – perkusja |

## Dyskografia
| Albumy studyjne - It Is Night (2001, Apocalypse Productions) - Hidden Beauty (2006, Atramentum Productions) | Dema - Remembrance (1997, wydanie własne) Splity - Valinor / Dira Mortis (2002, Apocalypse Productions) |